# 廖漢波
廖漢波（英語：Francis Liu Hon Por，1954年2月27日—），前香港政府官員、曾於2011年至2014年擔任海事處處長。廖漢波現時是香港歌劇院董事局董事、上市公司潤利海事集團的獨立非執行董事（2018年9月起）、香港獨木舟總會的名譽顧問和香港海運學會的名譽會長。

## 背景
廖漢波早年於九龍老虎岩徙置區長大，分別就讀華德學校下午校（1967第3屆小六）和香港華仁書院（1967年入學，1972年第4屆中五，與香港賽馬會主席陳南祿、前香港醫院管理局主席胡定旭及前香港輔助警察隊總監姚仰龍為同屆同學）。其後於1972年入讀當時新成立的香港理工學院，修讀導航見習生證書。他及後從事航海相關工作，再於1984年取得甲板高級船員，即商船船長合格證書，曾任職船長及船公司管理人員。他在升任為處長前曾在職進修；先在1992年至1993年在加州大學柏克萊分校修讀短期管理人員課程，後在1995年至1997年於加拿大渥太華大學修讀工商管理碩士課程。
廖漢波常參與社會義務。他於2009年獲香港特別行政區政府委任為太平紳士。由2013年起，獲天主教香港教區委任為聖方濟愛德小學的辦學團體校董，至2021年8月結束委任。他本身熱愛唱歌。從1998年已開始學唱高音，師承主唱《難為正邪定分界》的麥志誠，並於2005年加入江樺合唱團。廖漢波間中會參加歌劇演出。他在2001年報讀由天主教香港教區聖樂委員會舉辦的、兩年制視唱訓練課程但肄業。在2007年曾以江樺合唱團男高音成員身份出參與演出由香港醫學會慈善基金舉辦的「關懷長者慶回歸慈善音樂會」。又於翌年為脊髓肌肉萎縮症患者籌款。曾擔任香港歌劇院董事局董事。

## 公職生涯
廖漢波於1986年4月17日加入政府，任職海事處海事主任，1996年11月晉升為首席海事主任，並於2004年6月晉升為海事處助理處長。廖漢波於2006年至2007年期間出任過經濟發展及勞工局首席助理秘書長。到了2007年3月出任海事處副處長。在2011年11月2日，他接替譚百樂出任海事處處長，直到2014年由黃偉綸接任處長一職。廖漢波在任期間除了增加中港兩地合作檢驗漁船的次數、就提高香港船舶註冊的水平推出「船舶管理公司質素保證機制」指引，也推廣綠色航運。在2014年退休時獲香港海運學會與業界人士舉行告別晚會歡送，曾一度被質疑有收受利益之嫌。
另一方面，南丫島於2012年發生撞船事故。時任香港行政長官梁振英責成警方與海事處成立調查委員會調查事件，對海事處進行內部調查。而時任運輸及房屋局局長張炳良領導海事處制度改革督導委員會改革海事處，且就南丫島撞船事故發表報告書。調查報告顯示當時海事處內部管理出現問題。在事件發生後，前助理處長蘇平治被控公職人員行為失當，控方傳召廖漢波作供。死難者家屬亦發公開信指責廖漢波。
廖漢波於2013年5月在立法會經濟發展事務委員會會議上初次向死難者家屬、傷者和市民鞠躬道歉。同時承認道歉前要考慮各方面會產生的問題，故要審慎處理，包括諮詢法律意見。委員會最後通過動議，對廖漢波遲來的道歉表示極度失望和遺憾，並促請政府向受影響的家屬賠償。廖漢波向公眾致歉一事成為了促成2017年立法會三讀通過《道歉條例草案》的其中一個因素。廖漢波在2014年退休時，海運學會為他舉辦告別歡送晚會。由於晚會有受海事處規管的業界人士出席，事件被批有損海事處執法形象。

## 節目嘉賓
- 2012年：講清講楚（無綫電視）[45]